# Méwilo
Méwilo – komputerowa gra przygodowa z 1987 roku, wyprodukowana i wydana przez francuską wytwórnię Coktel Vision. Zaprojektowana przez Muriel Tramis według scenariusza Patricka Chamoiseau, porusza tematykę dalekosiężnego wpływu niewolnictwa na rzeczywistość Martyniki początku XX wieku.

## Fabuła

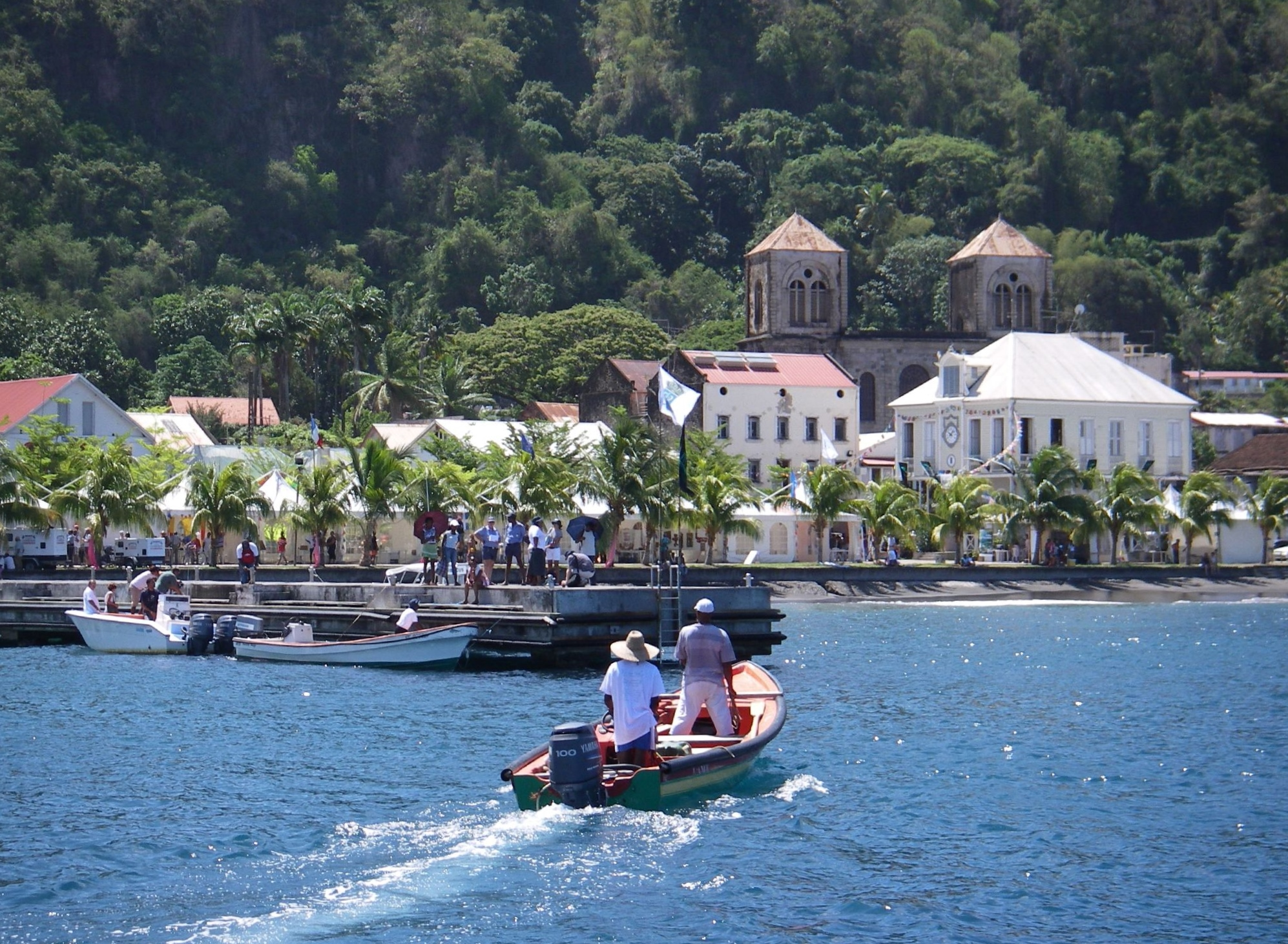
Widok na współczesne Saint-Pierre

Grywalnym bohaterem Méwilo jest parapsycholog, który w 1902 roku przybywa na Martynikę na zaproszenie zamożnego francuskiego małżeństwa Hubert-Destouches’ów, mieszkającego w willi Saint Parnasse, położonej na obrzeżach miasta Saint-Pierre. Małżeństwo Hubert-Destouches’ów prosi gracza o zbadanie przyczyn dziwnych wydarzeń wewnątrz rezydencji: obiektów ruszających się z miejsca, szlochów i krzyków wydobywających się z sypialni.
W trakcie śledztwa okazuje się, że nękającą posiadłość osobą jest duch dawnego właściciela ziemskiego, Arnauda de Ronana. Podczas buntu niewolników, który wybuchł w 1831 roku w Saint-Pierre, Ronan uciekł wraz z rodziną z willi i zabił towarzyszącego im tytułowego niewolnika, zakopując jego ciało wraz z worem złota. Wspomniany skarb zostaje odnaleziony pod koniec gry, tuż przed wybuchem wulkanu Montagne Pélée, który zgładził znaczną część mieszkańców wyspy.

## Rozgrywka
Méwilo jest komputerową grą przygodową, obsługiwaną za pomocą interfejsu „wskaż i kliknij”. Nawigując za pomocą strzałki w kształcie kolibra, gracz przemieszcza się po mapie Martyniki i poznaje przeszłość wyspy, przesłuchując jej mieszkańców. Gracz musi uważnie czytać tekstowe relacje innych postaci, zapisywać najważniejsze informacje oraz wpisywać w odpowiednich momentach odpowiedzi na pytania testujące biegłość gracza w poznawaniu historii Martyniki.

## Produkcja

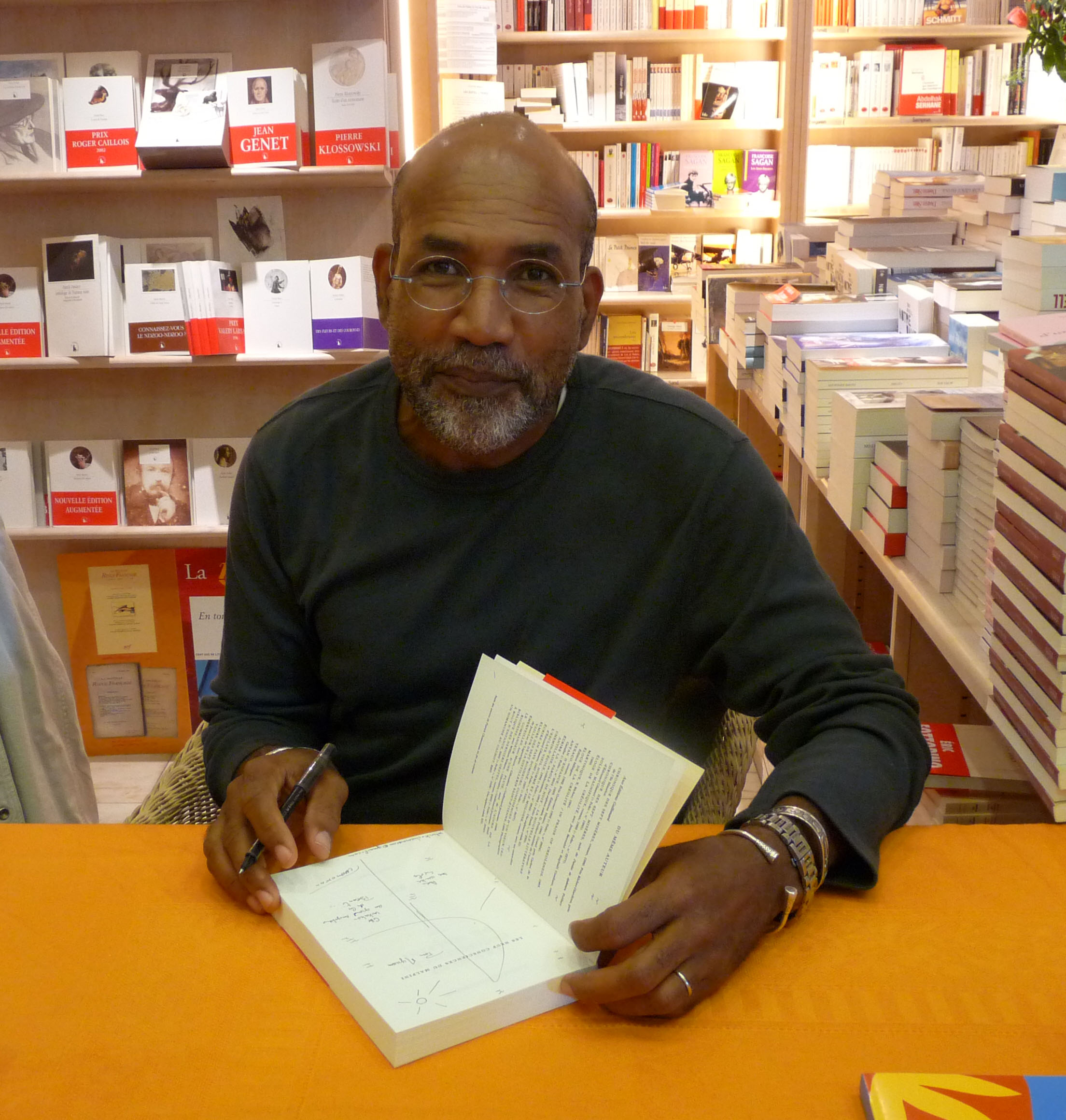
Scenarzysta gry, Patrick Chamoiseau (2009)

Méwilo powstał we francuskiej wytwórni Coktel Vision. Główną autorką gry była początkująca martynikańska projektantka Muriel Tramis, która nawiązała współpracę z pisarzem Patrickiem Chamoiseau, liderem literackiego nurtu créolité. Ilustracje do Méwilo wykonał Philippe Truca, kierując się zachowanymi materiałami wizualnymi (w tym pocztówkami) z epoki. Gra była sprzedawana wyłącznie w wersji francuskiej i niemieckiej. W listopadzie 1987 roku Coktel Vision w forum paryskiej Fédération Nationale d’Achats des Cadres zorganizowało konkurs polegający na jak najszybszym przejściu gry, z udziałem graczy z Francji oraz Niemiec.

## Odbiór
Méwilo we Francji spotkał się z pozytywnym odbiorem. Éric Caberia z branżowego pisma „Tilt” rozpisywał się o „minirewolucji” w grach cyfrowych. Również redaktorzy pisma „Génération 4” zaznaczali, że Méwilo zawiera kolorowe, „realistyczne” ilustracje oraz scenariusz oryginalny jak na czas powstania. Za Méwilo Tramis została uhonorowana srebrnym Medalem Miasta Paryża.
Współcześnie Méwilo „ze względu na bezprecedensową w dziejach gier cyfrowych krytykę dyskursu kolonialnego” jest uznawany za jedną z pierwszych gier postkolonialnych.